# Drenova (Prnjavor, BiH)
Drenova je naseljeno mjesto u sastavu općine Prnjavor, Republika Srpska, BiH.

## Povijest
Do početka velikosrpske agresije na Hrvatsku i BiH 1991 god. u Drenovi je živio velik broj Hrvata. Velikim su dijelom sredinom i krajem 1992 godine iselili u druge države, ponajviše u Hrvatsku, Sloveniju, Austriju, Njemačku i druge. Malo je Hrvata ostalo do pred kraj rata. To su bili uglavnom stariji i nemoćni koji nisu htjeli napustiti rodno mjesto. Velikosrpski bijes zbog poraza na svim bojištima u Hrvatskoj i BiH iskaljen je na njima, pa su i ti Hrvati bili prisiljeni otići te su prognani u kolovoza 1995 godine. u Hrvatsku preko Save u velikom egzodusu Hrvata iz Banjalučke biskupije preko Davora. Katolička crkva minirana je tijekom rata i danas je djelimice obnovljena. Od izbjeglih Hrvata gotovo se nitko nije vratio. Selo je napušteno i zapušteno, seoski putevi su zarasli, kuće iseljenih su opustošene, oštećene ili sasvim uklonjene, tako da su ostali samo temelji.

## Gospodarstvo
- kamenolom Grič

## Šport
Športski ribolov na jezeru Drenovi, koji je vodosprema gradskog vodovoda. Poznato po kapitalnom ulovu šarana i soma. Omiljeno je ribolovilište prnjavorskih ribolovaca, zbog čega je Republika Srpska ovo jezero proglasila ribolovnim revirom.

## Stanovništvo
| Drenova            |              |              |              |
| godina popisa      | 1991.        | 1981.        | 1971.        |
| Srbi               | 540 (62,50%) | 548 (57,38%) | 629 (58,13%) |
| Hrvati             | 280 (32,40%) | 349 (36,54%) | 439 (40,57%) |
| Muslimani          | 0            | 0            | 0            |
| Jugoslaveni        | 15 (1,73%)   | 39 (4,08%)   | 0            |
| ostali i nepoznato | 29 (3,35%)   | 19 (1,98%)   | 14 (1,29%)   |
| ukupno             | 864          | 955          | 1.082        |